# Masnedø

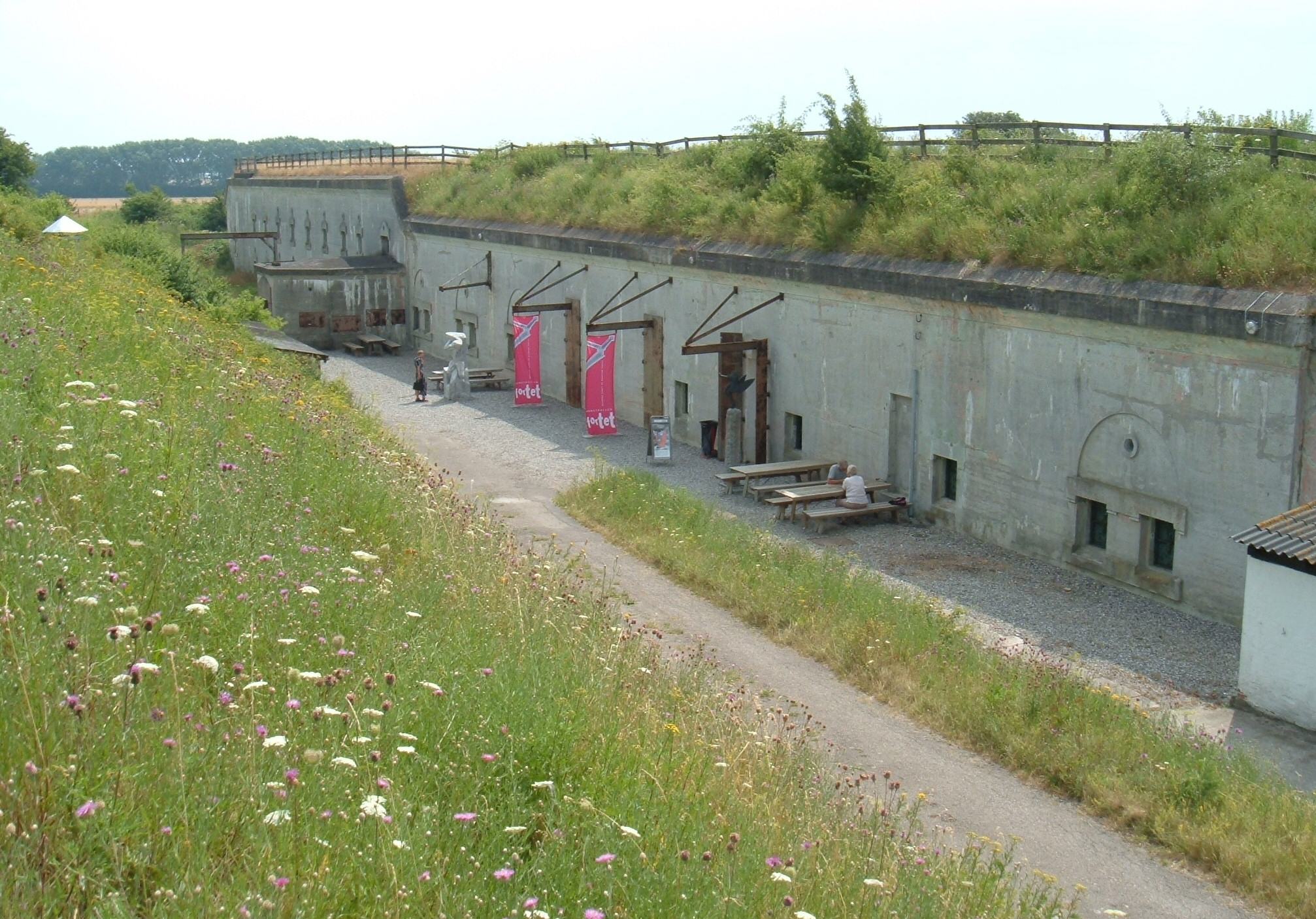
Masnedøfortet

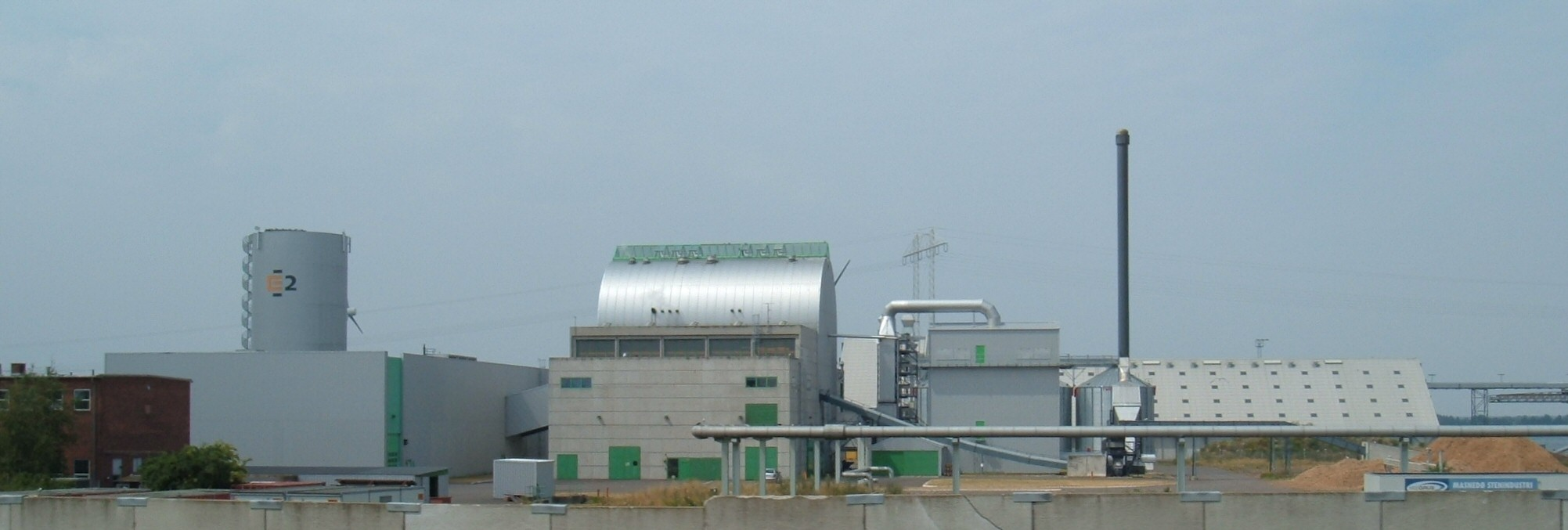
Masnedø kraftvärmeverk

Masnedø är en ö i Storstrømmen mellan Själland och Falster, Danmark, 1,68 km², 161 invånare 2020).
Storstrømsbroen förbinder Masnedø med Falster, och Masnedsundbroen är den fasta förbindelsen till Själland. På ön finns Masnedøfortet, en befästning uppförd 1912-15 i syfte att skydda förbindelsen mellan Själland och Falster. Världens första angrepp med fallskärmsjägare ägde rum vid Masnedøfortet, då Tyskland ockuperade Danmark 9 april 1940. Fortet var dock endast bevakat av tre danska soldater, och några stridshandlingar vidtogs ej. År 1952 blev fortet degraderat til mindepå, och avvecklades helt som militär anläggning 1973. I dag är fortet tillgängligt för allmänheten och används bland annat för konstutställningar och till garagerockfestivalen "Gutter Island".
På ön ligger även Masnedø kraftvärmeverk, ett större trädgårdsmästeri och ett antal bostäder.